# LOVE & PEACE (little by littleの曲)
『LOVE & PEACE』（ラブ・アンド・ピース）は、日本の音楽ユニット・little by littleの2作目のシングル。

## 概要
- 前作『悲しみをやさしさに』から約4か月での発売。
- 表題曲はアニメ『SDガンダムフォース』のオープニングテーマに起用され、2作連続でアニメタイアップを担当した。
- 初回生産限定盤と通常盤の2形態で発売され、初回生産限定盤には特典としてキャプテンガンダムプラモデルのlittle by little Ver.が同梱された。

## 収録曲
1. LOVE & PEACE [4:16]
作詞：tetsuhiko
作曲：tetsuhiko、十川知司
編曲：tasuku
ストリングスアレンジ：村山達哉
2. PUZZLE [4:19]
作詞・作曲：tetsuhiko
編曲：tasuku
3. アストロドッグ [4:00]
作詞・作曲：tetsuhiko
編曲：カンセイ・ミヤジ
4. LOVE & PEACE (Instrumental) [4:11]
作曲：tetsuhiko、十川知司
編曲：tasuku
ストリングスアレンジ：村山達哉
表題曲のインストゥルメンタル。

## 参加ミュージシャン
little by little
- hideco：Vocals (#1,2,3)
- tetsuhiko：Talking Modulator (#1)、Chorus (#3)

Additional Musician
- tasuku：Guitar & Step & Craps (#1,4)
- カンセイ・ミヤジ：Guitar (#3)
- 種子田健：Bass (#1,4)
- 高間有一：Bass (#3)
- 佐野康夫：Drums (#1,4)
- 長堀晶：Drums (#3)
- 奈良部匠平：Piano (#1,4)
- 村山/桐山ストリングス：Strings (#1,4)
- ◯△：Step & Craps (#1,4)
- oryu：Step & Craps (#1,4)
- okamura with lbl：Step & Craps (#1,4)

## タイアップ
- テレビ東京系列アニメ『SDガンダムフォース』中期オープニングテーマ (#1)

## 楽曲の収録アルバム
- Sweet Noodle Pop (#1,3)
- SDガンダムフォース オリジナル・サウンドトラック+ (#1)
- GUNDAM 30th ANNIVERSARY GUNDAM SONGS 145 (#1)